# Academia Cearense da Língua Portuguesa
A Academia Cearense da Língua Portuguesa (ACLP) é uma entidade de caráter cultural e científico que tem por objetivo o estudo e o aprimoramento da Língua Portuguesa, que observa, no desenvolvimento de suas atividades, os princípios da legalidade, impessoalidade, moralidade e transparência.

## História
A ACLP foi fundada em 28 de outubro de 1977, instalada em Fortaleza em 1 de dezembro do mesmo ano, por ocasião do V Encontro Nacional de Professores Brasileiros de Literatura Portuguesa, no Centro de Convenções do Ceará.
Idealizada pelo professor Hélio de Sousa Melo, consolidou-se através do trabalho dos trinta sócios fundadores, ampliado o quadro para quarenta, a partir de 1989.

## Objetivo
A ACLP é uma sociedade civil de caráter cultural e científico, sem fins lucrativos, e tem por objetivo o estudo e aprimoramento da Língua Portuguesa. Para alcançar suas finalidades, a ACLP mantém:
- Intercâmbio com entidades científicas e culturais;
- Publicação anual de uma revista ou boletim, com trabalhos relativos à língua portuguesa e às atividades da sociedade;
- Programa de conferências, seminários, simpósios e cursos.

## Presidentes
| Nº  | Presidente                       | Início            | Final             |
| --- | -------------------------------- | ----------------- | ----------------- |
| 1º  | Hélio de Sousa Melo              | Outubro de 1977   | Janeiro de 1980   |
| 2º  | Edmilson Monteiro Lopes          | Fevereiro de 1980 | Fevereiro de 1982 |
| 3º  | Itamar de Santiago Espíndola     | Março de 1982     | Fevereiro de 1984 |
| 4º  | Sinésio Lustosa Cabral Sobrinho  | Março de 1984     | Fevereiro de 1986 |
| 5º  | Carlos Neves d'Alge              | Março de 1986     | Fevereiro de 1990 |
| 7º  | José Alves Fernandes             | Março de 1990     | Março de 1992     |
| 8º  | Arnaldo Vasconcelos              | Abril de 1992     | Março de 1994     |
| 9º  | Genuíno Francisco de Sales       | Abril de 1994     | Fevereiro de 1998 |
| 11º | João Vianey Campos de Mesquita   | Março de 1998     | Fevereiro de 2002 |
| 13º | José Batista de Lima             | Março de 2002     | Fevereiro de 2004 |
| 14º | Neide Azevedo Lopes              | Março de 2004     | Fevereiro de 2006 |
| 15º | Genuíno Francisco de Sales       | Março de 2006     | Fevereiro de 2008 |
| 16º | Italo Gurgel                     | Março de 2008     | Fevereiro de 2012 |
| 18º | Antônio Vicente de Alencar       | Março de 2012     | Fevereiro de 2014 |
| 19º | Sebastião Valdemir Mourão        | Março de 2014     | Fevereiro de 2018 |
| 21º | Sebastião Teoberto Mourão Landim | Março de 2018     | Outubro de 2020   |
| 22º | Marcelo Braga                    | Outubro de 2020   |                   |

## Sedes
A entidade teve como sede provisória, inicialmente, o casarão da Rua General Sampaio, localizado no centro de Fortaleza. A segunda sede provisória, notadamente para as reuniões mensais, foi uma das salas da Faculdade de Direito da Universidade Federal do Ceará. Por último, passou a funcionar no Centro de Humanidades da UFC. Atualmente a Academia Cearense da Língua Portuguesa tem como sede o Palácio da Luz, em Fortaleza.

## Membros
| Cadeira | Patrono                       | Acadêmicos                                                  | Acadêmicos Titulares                    |
| 1       | Antônio Martins Aguiar        | Arnaldo Vasconcelos                                         | Maria Gorete Oliveira de Sousa          |
| 2       | António Ferreira dos Santos   | Raimundo de Assis Holanda                                   | Francisco Felipe Filho                  |
| 3       | Antenor Nascentes             | Sinésio Lustosa Cabral Sobrinho                             | Francisco Anizeuton de Souza Leite      |
| 4       | Amadeu Amaral                 | Hamilton Cavalcante de Andrade Hermínia Maria Lima da Silva | Francisco Vicente de Paula Júnior       |
| 5       | Augusto Magno                 | José Rodrigues S. de Oliveira                               | José Correia Lima Júnior                |
| 6       | Carlos Góis                   | José Lemos Monteiro                                         | José Lemos Monteiro                     |
| 7       | Cândido de Figueiredo         | Itamar de Santiago Espíndola                                | Vicente de Paula da Silva Martins       |
| 8       | Carlos de Laet                | Cid Sabóia de Carvalho                                      |                                         |
| 9       | Clóvis Montenegro             | Antônio Pessoa Pereira                                      | José Augusto Bezerra                    |
| 10      | Eduardo Carlos Pereira        | Mário Barbosa Cordeiro                                      |                                         |
| 11      | Eduardo Gomes de Matos        | Hélio Melo                                                  | Antônio Vicente Alencar                 |
| 12      | Ernesto Carneiro Ribeiro      | Lamartine de Farias Castro                                  | Ana Paula de Medeiros Ribeiro           |
| 13      | Fausto Barreto                | Waldemar Machado                                            | Maria Margarete Fernandes de Sousa      |
| 14      | Heráclito Graça               | José Myrson Melo Lima                                       | José Myrson Melo Lima                   |
| 15      | Joaquim Mattoso Câmara Júnior | José Rebouças Macambira                                     | Maria Elias Soares                      |
| 16      | Joaquim Ribeiro               | José Maria Moreira Campos                                   | Giselda Medeiros                        |
| 17      | João Ribeiro                  | Abdias Lima                                                 | Italo Gurgel                            |
| 18      | José Epifânio da Silva Dias   | José Nascimento Braga                                       | Marcelo Braga                           |
| 19      | José de Sá Nunes              | José Valdevino de Carvalho                                  | Sebastião Valdemir Mourão               |
| 20      | José Joaquim Nunes            | Jessé de Sousa Oliveira                                     | José Ferreira de Moura                  |
| 21      | José Marques da Cruz          | Joaquim Jorge de Sousa Filho                                | José Olímpio de Sousa Araújo            |
| 22      | José Leite de Vasconcelos     | Carlos Neves d'Alge                                         | Raimundo de Assis Holanda               |
| 23      | Júlio Nogueira                | José Itamar de M. Filgueiras                                | Ritacy de Azevedo Teles                 |
| 24      | Laudelino Freire              | Adalgiso de Almeida Paiva                                   | Regina Barros Leal                      |
| 25      | Mário Barreto                 | João Soares Lobo                                            | João Soares Lôbo                        |
| 26      | Mário Marroquim               | Luís Geraldo de Miranda Leão                                |                                         |
| 27      | Maximino Maciel               | Mário Carneiro Baratta Monteiro Artur Eduardo Benevides     | Hermínio Bezerra Oliveira               |
| 28      | Otávio Terceiro de Farias     | Luís Tavares Júnior                                         | Luís Tavares Júnior                     |
| 29      | Rui Barbosa                   | Paulo Bonavides                                             | Walmir Silva Neto                       |
| 30      | Said Ali                      | Edmilson Monteiro Lopes                                     | Roberto Feijó Ribeiro de Sousa          |
| 31      | Sousa de Silveira             | Manoel Crisóstomo do Vale                                   | Manoel Crisóstomo do Vale               |
| 32      | Otoniel Mota                  | Francisco Dias da Silva                                     | Ana Vládia Mourão de Oliveira           |
| 33      | Serafim da Silva Neto         | Horácio Dídimo Pereira Vieira Barbosa                       | Eulália Vera Lúvia Fraga Leurquin       |
| 34      | Aires da Mata Machado Filho   | Révia Lima Herculano                                        | Révia Lima Herculano                    |
| 35      | José Rodrigues Leite Oiticica | Francisco Tarcísio Cavalcante                               | Francisco Tarcísio Cavalcante           |
| 36      | Francisco Fernandes           | José Batista de Lima                                        | José Batista de Lima                    |
| 37      | Estevão Cruz                  | João Vianney Campos de Mesquita                             | João Vianney Campos de Mesquita         |
| 38      | Antônio da Cruz               | Neide Azevedo                                               | Sebastião Teoberto Mourão Landim        |
| 39      | Hamilton Elia                 | Edmilson Caminha Júnior                                     | Paulo Sérgio Lobão da Costa             |
| 40      | Cândido Jucá Filho            | José Rogério Fontenelle Bessa                               | Raimundo Evaristo Nascimento dos Santos |